# Грандіозне зваблення
«Грандіо́зне зва́блення» (англ. The Grand Seduction) — канадський комедійний фільм 2013 року; римейк, знятий режисером Доном Маккелларом за мотивами однойменного франко-канадського фільму 2003 року (фр. La Grande Séduction). У канадському фільмі головні ролі виконали актори: американець Тейлор Кітч, ірландець Брендан Глісон, а також канадці Ліан Балабан (сценаристка серіалу «Надприродне») і Гордон Пінсент.

## Ремейки
Тема про спроби жителів рибальського села врятувати своє поселення сподобалася глядачам. У 2016 році сюжет своєю чергою використали італійські кінематографісти, знявши фільм «Велика афера у маленькому містечку» (італ. Un paese quasi perfetto).

## Релізи
Світова прем'єра фільму «Грандіозне зваблення» відбулася 8 вересня 2013 року на Міжнародному кінофестивалі в Торонто. Перед виходом у широкий прокат 30 травня 2014 року (США, Канада), протягом вересня 2013 — травня 2014 року фільм був показаний ще на кількох кінофестивалях: у Канаді — Atlantic Film Festival (12 вересня), в Італії — Torino Film Festival (25 листопада) та в США — Santa Barbara Film Festival (1 лютого), Phoenix Film Festival (4 квітня), Newport Beach International Film Festival, (27 квітня) і Seattle International Film Festival (29 травня).
16 вересня 2014 року фільм вийшов на Blu-Ray, а 7 жовтня 2014 року — на DVD.

## Сюжет
Вимираюче рибацьке поселення в гавані Ньюфаундленда після заборони промислу отримало останній шанс: на острові можуть збудувати нафтопереробний завод, що забезпечить їх роботою. Але обов'язкова умова — наявність стаціонарного медичного пункту. Тепер жителі села будь-як повинні переконати молодого лікаря залишитися на острові для постійного проживання. Гасло фільму: «Ласкаво просимо до Тікл-Гед. Населення: 120 жахливих брехунів, які шукають досвідченого лікаря» (англ. Welcome to Tickle Head — Population: 120 terrible liars seeking one experienced doctor).

## Сприйняття
Фільм отримав змішані відгуки критиків та загалом позитивні — глядачів. Був висунутий на кілька премій, у тому числі на премію «Джині» Канадської академії кіно і телебачення в чотирьох номінаціях, в одній — переміг (Гордон Пінсент — «Найкращий актор у ролі другого плану»). Також Дон Маккеллар отримав премію Гільдії режисерів Канади за «Найкращий художній фільм 2014 року».